# Ана Франић
Ана Франић (Београд, 7. октобар 1981) српска је филмска и позоришна глумица.

## Биографија
Ана Франић је рођена у Београду 7. октобра 1981. године, где је завршила основну и средњу школу. Отац јој је био писац и филмски критичар Северин Франић, а мајка Олга блиска пријатељица са глумицом Душицом Жегарац, па је Ана од најранијег детињства била упућена на филмску уметност. Дипломирала је на Факултету драмских уметности у Београду, смер глума, у класи проф. Предрага Бајчетића и Аните Манчић.
Од 2001. године остварује, у континуитету, главне и велике улоге у свим медијима и сарађује са најзначајнијим редитељима и глумцима. Дебитовала је у Београдском драмском позоришту, у представи „Кај сад”, а праву популарност стекла је 2004. године главном улогом у филму „Диши дубоко”, првом српском филму који се бави лезбијском тематиком.
Ана Франић имала је десетак година паузу у каријери. Један од разлога је био и њен боравак ван Србије. Вратила се филму 2020. године улогама у серији „Мочвара” и филму „Име народа”.

## Филмографија
| Год.       | Назив                      | Улога         |
| ---------- | -------------------------- | ------------- |
| 2000-е     |                            |               |
| 2002.      | Подијум                    | Ана           |
| 2002.      | Класа 2002                 | Тијана        |
| 2002.      | Зона Замфирова             | Василија      |
| 2003.      | Најбоље године (ТВ серија) | Душка         |
| 2003.      | Лаку ноћ, децо             | Филмска дива  |
| 2003−2007. | М(ј)ешовити брак           | Даца          |
| 2004.      | Диши дубоко                | Саша          |
| 2004.      | Буђење из мртвих           | Нагорка       |
| 2007.      | Смртоносна мотористика     | Аница         |
| 2007.      | Одбачен                    | Џеки          |
| 2007−2009. | Улица липа                 | Наталија      |
| 2008.      | Заустави време             | Тамара        |
| 2008.      | На лепом плавом Дунаву     | Саша          |
| 2009.      | У пролазу                  | Марија        |
| 2010-е     |                            |               |
| 2011.      | Игра истине                | Ема           |
| 2012.      | Il commissario Nardone     | чуварева жена |
| 2020-е     |                            |               |
| 2020.      | Име народа                 | Анка Милетић  |
| 2020.      | Мочвара (ТВ серија)        | Љубинка Панић |
| 2021.      | Три мушкарца и тетка       | Ана           |
| 2021.      | Име народа (серија)        | Анка Милетић  |
| 2023.      | Деца зла                   | Борка Антонић |
| 2023.      | Позив (ТВ серија)          | Уна           |
| 2023.      | Пукотина у леду            |               |

## Позориште
Звездара театра:
- „Тре сореле“ - Бјанка
- „Брод љубави“ - Саша
- “Генерална проба самоубиства“ - Девојка, Глумица

Народног позоришта у Београду:
- „Комендијаши“ - Птица, Маца, Милка и Петра
- „Велика драма“ - Вјера
- „Коштана“ - Коштана

Београдског драмског позоришта:
- „Кај сад“ - Инка Бужек
- „Лака коњица“ - Ливија
- “У пола цене“ - Ангелина

Атељеа 212:
- „Смртоносна мотористика“ - Аница Заовина
- „Облик ствари“ - Евелин

Битеф театра:
- „Жена из прошлости“ - Тина
- „Моја домовина - седам снова“ - Антигона

## Награде
- Ванредна награда „Зоранов брк“ за улогу у представи „Комендијаши“, на фестивалу „Зоранови дани“ у Зајечару
- Награда филмске критике „Ју Фипресци“ за глумицу године 2004. за улогу Саше у филму „Диши дубоко“
- Најбоља женска улога на Фестивалу у Сопоту за улогу Саше у филму „Диши дубоко“
- „Велика повеља за изузетну женску улогу“ на Филмском фестивалу у Нишу за улогу Саше у филму „Диши дубоко“
- Глумица вечери на фестивалу у Нишу по избору публике за улогу Саше у филму „Диши дубоко“
- Најбоља женска улога на фестивалу у Новом Саду за улогу Саше у филму „Диши дубоко“
- „Велика повеља за изузетну женску улогу“ за улогу Нагорке у филму „Буђење из мртвих“, на Филмском фестивалу у Нишу.
- Најбоља женска улога на фестивалу Синема Сити у Новом Саду за улогу Саше у филму „На лепом плавом Дунаву“
- Награда за изузетно глумачко остварење за улогу Саше у филму „На лепом плавом Дунаву“ на филмском фестивалу у Херцег Новом.
- „Велика повеља за изузетну женску улогу“ за улогу Саше у филму „На лепом плавом Дунаву“, на филмском фестивалу у Нишу.
- Номинација за најбољу женску улогу за улогу Саше у филму „На лепом плавом Дунаву“ на филмском фестивалу у Стразбуру у Француској.
- Номинација филмске критике „Ју Фипресци“ за глумицу године 2008. за улогу Саше у филму „На лепом плавом Дунаву“